# 打線接合
是一種積體電路（IC）封裝產業中的製程之一，利用線徑15-50微米的金屬線材將晶片（chip）及導線架（lead frame）連接起來的技術，使微小的晶片得以與外面的電路做溝通，而不需要增加太多的面積。其他類似的接合技術如覆晶接合（Flip-chip）或载带自动键合都已經越趨成熟，雖然覆晶接合逐漸在吞食打線接合的市場，但目前仍以打線接合為最常見的接合技術。

## 流程
無論是何種打線接合的方法，都具有兩個銲接點，分別是位於晶片端的第一銲(First bond)及導線架端的第二銲(Second bond)。瓷嘴(capillary)是一種裝在打線機上的裝置，可讓線材穿過其中，類似縫紉機中的針，線材穿過位在打線機台上的瓷嘴，穿出瓷嘴的線材在晶片端經過下壓完成第一銲點後，線材就會與晶片上的基板連結，機器手臂上升將線引出瓷嘴，再將線材移往第二銲點，也就是導線架上的基板，一邊下壓一邊截斷線材，完成一個循環，緊接著再繼續下一打線接合的循環。
為了增加接合強度，在第二焊接點處，再壓上一顆球，稱之為BBOS (Bond Ball on Stitch)；或先壓上一顆球，再把第二銲接合在球上，稱為BSOB (Bond Stitch on Ball)。

## 瓷嘴
依照不同形狀的瓷嘴形狀，可將接合方式分為兩種，分別為楔型接合(wedge bonding)及球型接合(ball bonding)，兩者擁有截然不同的第一銲點及第二銲點，因此具有不同的空間特性。

### 楔型接合
楔型接合是將突出於瓷嘴的線材直接下壓至基板上，由於第一銲的限制，第二銲點的位置被限制在沿著第一銲接腳的方向上，無法如球型接合一樣自由，也因為如此，楔型接合的高度通常較球型接合來得小，外觀如拋物線一樣，銲點寬度約為1.5倍的線徑。

### 球型接合
球型接合則是先經過一個放電製程，稱為放電結球(Electronic flame off, EFO)，利用高壓電放電，將凸出瓷嘴的線熔化，因為表面張力的關係，金屬液體會凝固成一個球狀物，此時再下壓至基板上，接著引線向上，經過一個設定好的路徑，繞至第二銲點，直接下壓將線壓斷形成第二銲點，此魚尾形狀的第二銲點類似於楔型接合的銲點，常被誤認為楔型接合。
由於第一銲點的線材與基板呈現垂直的角度，因此第二銲點可自由選擇位置，不會受到第一銲位置的限制。此製程含有放電結球的步驟，因此稱之為球型接合，其銲點較楔型接合來得大，約2.5-5.0倍的線徑。
有時候為了降低球型接合的高度，會將一二銲位置交換，將二銲點接合在晶片上，使線材高度下降，業界稱為反打。

## 接合技術
打線接合發展已經很久，依照接合力的來源可分為三種，分別為熱壓接合(Thermocompression bonding)、超音波接合(Ultrasonic bonding)及熱音波接合(Thermosonic bonding)。

### 熱壓接合
貝爾實驗室在1957年發展一種物理連接技術，運用加熱及加壓，配合適合的下壓時間，將金屬線材連接至單晶線表面，利用此種方法，將金鍺兩金屬接合的溫度只需要250℃，較金鍺共晶溫度356℃來得低，因此在早期的打線接合是廣泛應用的技術。

### 超音波接合
由於部分基板不適合加熱，因此1966年發展出另一項技術，在接合的同時導入一超音波，除了接合之外還可協助清潔基板表面，此種方法可在室溫下操作，由於不須加熱即可達到與熱壓接合相同的效果，因此逐漸取代熱壓接合成為主流。

### 熱音波接合
結合兩者的優缺點，同時導入熱及超音波來接合，稱為熱音波接合。熱音波接合的溫度約控制在100-150℃，下壓力也遠低於超音波接合，可避免下壓力過大傷害基板，亦可避免溫度過高形成金屬間化合物。

## 接合材料

### 金
接合的基板通常是鋁薄膜，早期常用鋁線作為接合材料，鋁線雖便宜但易氧化，導電性也不是最好的，在封裝產業的可靠度要求越來越高的同時，使用不易氧化的貴金屬逐漸成為趨勢。金線具有良好的導電性及不易氧化的特性，加上其良好的延展性，在微米級線材製作上不易斷裂，逐漸取代鋁線成為主流。但金線的價格高昂，在低成本及金價飆漲的同時，主流地位逐漸被取代。
金線是以高純度為主，但還是會添加極為微量的元素增加線材強度，一般來說都還可以維持在4N以上的純度。

### 銀
銀線具有與金線接近的機械性質，具有較銅線優良的抗氧化特性，在LED的封裝中，其優良的反光特性可增加約10%的光量，逐漸被應用在部分的封裝中。銀線在放電結球時，可形成非常圓的球，銀線與鋁基板的接合效果也非常好，金屬間化合物的生成也相對較少，可以增加其接合的可靠度。
銀線的主流為合金線，銀含量越高代表其電阻率越低，而可能會影響其接合品質，但其優異的反光特性，使其較常被應用在LED封裝製程，其電阻率就不是最重要的考量因素，一般來說銀合金線的主成分通常為可互溶的銀金鈀三元素，依比例不同有不同的電阻率及功效。鍍層銀線也是一種被考慮的線材，通常選用的鍍層為金，由於芯部為純金屬銀，因此仍保有純銀的超低電阻特性，可提供給各種封裝形式使用。

### 銅
銅線，雖然是易氧化的材料，但其高強度的特性，可將線材製作到更細的線徑但維持相同的強度，銅鋁生成金屬間化合物的速度也是金鋁的十分之一，金屬間化合物是兩種金屬接觸而生成的化合物，會增加物件的電阻並產生熱，導致物件更快失效，因此採用銅線可以避免電阻大量升高並增加可靠度。銅線的高強度，可使線材挑戰更高難度的連接形狀，如封裝層疊。
雖然銅線價格低廉，但其易氧化的特性容易使晶片失效，因此在外層鍍上一層抗氧化的薄膜逐漸成為主流線材。因此，銅線的發展主要是以鍍層線及超高純度銅線為主流，其中鍍層線又以鈀金屬為最大宗，一般厚度都在100nm以下，通常主打低電阻的半導體封裝，因此會使銅線整體電阻上升的合金銅線不被考慮。